# جيرهارد شتراك
جيرهارد شتراك (بالألمانية: Gerhard Strack)‏ ، من مواليد 1 سبتمبر 1955 ، لاعب كرة قدم ألماني سابق.
لعب مع منتخب ألمانيا لكرة القدم.

## مسيرته الكروية
لعب جيرهارد شتراك خلال مسيرته الاحترافية مع 3 أندية في أربعة عشر موسمًا وسجل خلالها 36 هدفًا ضمن 328 مباراة. حيث فاز في ثلاثة مواسم بالكأس وفي موسم واحد بالدوري.
خاض جيرهارد شتراك مسيرته مع نادي كولن في موسم 1974–75 ليلعب معه أحد عشر موسمًا، مشاركًا في 261 مباراة سجل خلالها 30 هدف. ثم انتقل إلى نادي بازل في موسم 1985–86 ولمدة موسمين، حيث شارك في 50 مباراة سجل خلالها 4 أهداف. لينتقل بعدها إلى نادي فورتونا دوسلدورف في موسم 1987–88 لمدة موسم واحد، مشاركًا في 17 مباراة سجل خلالها هدفين.

## روابط خارجية
- جيرهارد شتراك على موقع الاتحاد الأوربي (الإنجليزية)
- جيرهارد شتراك على موقع قاعدة بيانات كرة القدم.إي يو (الإنجليزية)
- جيرهارد شتراك على موقع بيانات كرة القدم. دي إي (الألمانية)
- جيرهارد شتراك على موقع ناشيونال فوتبول تيمز (الإنجليزية)
- جيرهارد شتراك على موقع عالم كرة القدم.نت (الإنجليزية)